# Knurhaner
Knurhaner (Triglidae) er en familie af ulkefisk, der lever i saltvand i tempererede og subtropiske farvande. Knurhanernes hoveder har et panser af ben, og deres brystfinner har nogle lange ""stråler", der er forsynet med organer, hvormed fiskene kan føle og smage, og de bruges til at opdage byttedyr i form af krebsearter og mindre fisk.
Der findes omkring 100 arter af knurhaner, og i danske farvande finder man grå knurhane (Eutrigla gurnardus) samt rød knurhane (Trigla lucerna). Den grå knurhane bliver ca. 50 cm lang, mens den røde bliver ca. 75 cm lang.
Første del af navnet stammer fra, at fiskene kan frembringe en knurrende lyd ved bevægelser af svømmeblæren.
Fisken har tidligere været en bifangst, som blev kasseret, men den bliver i dag i højere grad solgt på fiskemarkeder rundt om i verden. Den bruges ofte i bouillabaisse.

## Udseende
De fleste arter i familien bliver 30-40 cm lange. Familiens arter er aflange fisk med store hoveder, som er dækket af benplader. Mange arter har også takker på hovedet. Brystfinnerne har 2 til 3 frie bevægelige stråler, der er forsynet med sanseorganer og bruges til madsøgning. De kan også bruges til bevægelse. Arterne har to rygfinner: forrest en længere, som er forsynet med taggestråler, og bagest en mindre, som har bløde stråler. De længste medlemmer af familien kan blive op till 1 m lange.

## Levevis
Knurhaner er saltvandsfisk som lever nær havbunden, selvom nogle underarter også kan forekomme i brakvand. De lever på blødere havbund, som regel i en dybde af 20-80 m.
Knurhaner ernærer sig ved rejer, mindre krabber og mindre fisk.

### Knurren
Knurhaner kan frembringe lyde med deres svømmeblærer ved at sætte svømmeblærens vægge i svingninger. Væggene består af en tyk muskel kaldet lydmusklen, som, når den sættes i rytmisk bevægelse, frembringer lyddannende svingninger i svømmeblærens væg. Dette sker ved påvirkning via nerver og hjerne. Studier tyder på, at knurhaver på denne måde kan kommunikere indbyrdes ved at variere styrke og rytme, dog kun når de er nær hinanden. Ligeledes er det muligt, at knurren også kan anvendes som advarsel eller markering, når andre fiskearter er i nærheden.
Fiskens knurren har givet dem det onomatopoietiske tilnavn gurnard på engelsk, da det minder om lyder, som de laver.

## Udbredelse
Familiens arter forekommer i alle tempererede og tropiske have. I Skandinavien forekommer 5 arter.

## Slægter og arter
Der findes fire underfamilier, 15 slægter og omkring 170 arter af knurhaner. Panserknurhanen, der oprindeligt blev betragtet som en separat familie, er en søstergruppe til kladerne Pterygotriglinae og Triglinae, og er først for nylig blevet lagt ind som en af de fire underfamilier af knurhaner.
Nedenfor er et kladogram for knurhanefamilien.
|  | \| \| Triglinae \| \| \| \| \| \| Pterygotrigla \| \| \| \| |
|  |                                                             |
|  | Panserknurhane (Peristedion )                               |
|  |                                                             |
|  | Triglinae                                                   |
|  |                                                             |
|  | Pterygotrigla                                               |
|  |                                                             |

|  | Triglinae     |
|  |               |
|  | Pterygotrigla |
|  |               |

- Slægt: Bellator
  - Bellator brachychir Regan, 1914
  - Bellator egretta Goode & Bean, 1896
  - Bellator farrago Richards & McCosker, 1998
  - Bellator gymnostethus Gilbert, 1892
  - Bellator loxias Jordan, 1897
  - Bellator militaris Goode & Bean, 1896
  - Bellator ribeiroi Miller, 1965
  - Bellator xenisma Jordan & Bollman, 1890
- Slægt: Chelidonichthys
  - Chelidonichthys capensis Cuvier, 1829
  - Rød knurhane (Chelidonichthys cuculus Linné, 1758) (Regnes undertiden som en egen slægt, Aspitrigla)
  - Chelidonichthys gabonensis Poll & Roux, 1955
  - Chelidonichthys ischyrus Jordan & Thompson, 1914
  - Chelidonichthys kumu Cuvier, 1829
  - Fenknot (Chelidonichthys lucerna Linné, 1758)
  - Silverbandad knot (Chelidonichthys obscurus Walbaum, 1792)
  - Chelidonichthys queketti Regan, 1904
  - Chelidonichthys spinosus McClelland, 1844
- Slægt: Eutrigla
  - Grå Knurhane Eutrigla gurnardus Linné, 1758
- Slægt: Lepidotrigla
  - Lepidotrigla abyssalis Jordan & Starks, 1904
  - Lepidotrigla alata Houttuyn, 1782
  - Lepidotrigla alcocki Regan, 1908
  - Lepidotrigla annamarae del Cerro & Lloris, 1997
  - Lepidotrigla argus Ogilby, 1910
  - Lepidotrigla argyrosoma Fowler, 1938
  - Lepidotrigla bentuviai Richards & Saksena, 1977
  - Lepidotrigla bispinosa Steindachner, 1898
  - Lepidotrigla brachyoptera Hutton, 1872
  - Lepidotrigla cadmani Regan, 1915
  - Lepidotrigla calodactyla Ogilby, 1910
  - Lepidotrigla carolae Richards, 1968
  - Lepidotrigla cavillone Lacepède, 1801
  - Lepidotrigla deasoni Herre & Kauffman, 1952
  - Lepidotrigla dieuzeidei Blanc & Hureau, 1973
  - Lepidotrigla eydouxii Sauvage, 1878
  - Lepidotrigla faurei Gilchrist & Thompson, 1914
  - Lepidotrigla grandis Ogilby, 1910
  - Lepidotrigla guentheri Hilgendorf, 1879
  - Lepidotrigla hime Matsubara & Hiyama, 1932
  - Lepidotrigla japonica Bleeker, 1854
  - Lepidotrigla jimjoebob Richards, 1992
  - Lepidotrigla kanagashira Kamohara, 1936
  - Lepidotrigla kishinouyi Snyder, 1911
  - Lepidotrigla larsoni del Cerro & Lloris, 1997
  - Lepidotrigla lepidojugulata Li, 1981
  - Lepidotrigla longifaciata Yatou, 1981
  - Lepidotrigla longimana Li, 1981
  - Lepidotrigla longipinnis Alcock, 1890
  - Lepidotrigla macrobrachia Fowler, 1938
  - Lepidotrigla marisinensis Fowler, 1938
  - Lepidotrigla microptera Günther, 1873
  - Lepidotrigla modesta Waite, 1899
  - Lepidotrigla mulhalli Macleay, 1884
  - Lepidotrigla multispinosa Smith, 1934
  - Lepidotrigla musorstom del Cerro & Lloris, 1997
  - Lepidotrigla nana del Cerro & Lloris, 1997
  - Lepidotrigla oglina Fowler, 1938
  - Lepidotrigla omanensis Regan, 1905
  - Lepidotrigla papilio Cuvier, 1829
  - Lepidotrigla pectoralis Fowler, 1938
  - Lepidotrigla pleuracanthica Richardson, 1845
  - Lepidotrigla punctipectoralis Fowler, 1938
  - Lepidotrigla robinsi Richards, 1997
  - Lepidotrigla russelli del Cerro & Lloris, 1995
  - Lepidotrigla sayademalha Richards, 1992
  - Lepidotrigla sereti del Cerro & Lloris, 1997
  - Lepidotrigla spiloptera Günther, 1880
  - Lepidotrigla spinosa Gomon, 1987
  - Lepidotrigla umbrosa Ogilby, 1910
  - Lepidotrigla vanessa Richardson, 1839
  - Lepidotrigla vaubani del Cerro & Lloris, 1997
  - Lepidotrigla venusta Fowler, 1938
- Slægt: Prionotus
  - Prionotus alatus Goode & Bean, 1883
  - Prionotus albirostris Jordan & Bollman, 1890
  - Prionotus beanii Goode, 1896
  - Prionotus birostratus Richardson, 1844
  - Prionotus carolinus Linné, 1771
  - Prionotus evolans Linné, 1766
  - Prionotus horrens Richardson, 1844
  - Prionotus longispinosus Teague, 1951
  - Prionotus martis Ginsburg, 1950
  - Prionotus miles Jenyns, 1840
  - Prionotus murielae Mobray, 1928
  - Prionotus nudigula Ginsburg, 1950
  - Prionotus ophryas Jordan & Swain, 1885
  - Prionotus paralatus Ginsburg, 1950
  - Prionotus punctatus Bloch, 1793
  - Prionotus roseus Jordan & Evermann, 1887
  - Prionotus rubio Jordan, 1886
  - Prionotus ruscarius Gilbert & Starks, 1904
  - Prionotus scitulus Jordan & Gilbert, 1882
  - Prionotus stearnsi Jordan & Swain, 1885
  - Prionotus stephanophrys Lockington, 1881
  - Prionotus teaguei Briggs, 1956
  - Prionotus tribulus Cuvier, 1829
- Slægt: Pterygotrigla
  - Pterygotrigla acanthomoplate Fowler, 1938
  - Pterygotrigla amaokai Richards, Yato & Last, 2003
  - Pterygotrigla andertoni Waite, 1910
  - Pterygotrigla arabica Boulenger, 1888
  - Pterygotrigla draiggoch Richards, Yato & Last, 2003
  - Pterygotrigla elicryste Richards, Yato & Last, 2003
  - Pterygotrigla guezei Fourmanoir, 1963
  - Pterygotrigla hafizi Richards, Yato & Last, 2003
  - Pterygotrigla hemisticta Temminck & Schlegel, 1843
  - Pterygotrigla hoplites Fowler, 1938
  - Pterygotrigla leptacanthus Günther, 1880
  - Pterygotrigla macrolepidota Kamohara, 1938
  - Pterygotrigla macrorhynchus Kamohara, 1936
  - Pterygotrigla megalops Fowler, 1938
  - Pterygotrigla multiocellata Matsubara, 1937
  - Pterygotrigla multipunctata Yatou & Yamakawa, 1983
  - Pterygotrigla pauli Hardy, 1982
  - Pterygotrigla picta Günther, 1880
  - Pterygotrigla polyommata Richardson, 1839
  - Pterygotrigla robertsi del Cerro & Lloris, 1997
  - Pterygotrigla ryukyuensis Matsubara & Hiyama, 1932
  - Pterygotrigla soela Richards, Yato & Last, 2003
  - Pterygotrigla spirai Golani & Baranes, 1997
  - Pterygotrigla tagala Herre & Kauffman, 1952
  - Pterygotrigla urashimai Richards, Yato & Last, 2003
- Slægt: Trigla
  - Lyreknurhane (Trigla lyra Linné, 1758)
- Slægt: Trigloporus
  - Stribet knurhane (Trigloporus lastoviza Bonnaterre, 1788)[11]

Taxonomien er usikker; blandt andet ITIS medtager også følgende slægter og arter:
- Slægt: Bovitriglia
  - Bovitrigla acanthomoplate Fowler, 1938
- Slægt: Gargariscus
  - Gargariscus prionocephalus (Duméril, 1869)
- Slægt: Heminodus
  - Heminodus japonicus Kamohara, 1952
  - Heminodus philippinus Smith, 1917
- Slægt: Paraheminodus
  -  Paraheminodus kamoharai Kawai, Imamura & Nakaya, 2004
  - Paraheminodus laticephalus (Kamohara, 1952)
  - Paraheminodus murrayi (Günther, 1880)
- Slægt: Parapterygotrigla
  - Parapterygotrigla multiocellata Matsubara, 1937
- Slægt: Peristedion Regnes undertiden til familien Peristediidae
  - Peristedion altipinne Regan, 1903
  - Peristedion amblygenys Fowler, 1938
  - Peristedion antillarum Teague, 1961
  - Peristedion barbiger Garman, 1899
  - Peristedion brevirostre (Günther, 1860)
  - Panserhane Peristedion cataphractum (Linné, 1758)
  - Peristedion crustosum Garman, 1899
  - Peristedion ecuadorense Teague, 1961
  - Peristedion gracile Goode & Bean, 1896
  - Peristedion greyae Miller, 1967
  - Peristedion halyi (Day, 1888)
  - Peristedion imberbe Poey, 1861
  - Peristedion liorhynchus (Günther, 1872)
  - Peristedion longispatha Goode & Bean, 1886
  - Peristedion miniatum Goode, 1880
  - Peristedion moluccense Bleeker, 1851
  - Peristedion nierstraszi Weber, 1913
  - Peristedion orientale Temminck & Schlegel, 1843
  - Peristedion paucibarbiger Castro-Aguirre & Garcia-Domínguez, 1984
  - Peristedion picturatum McCulloch, 1926
  - Peristedion riversandersoni Alcock, 1894
  - Peristedion thompsoni Fowler, 1952
  - Peristedion truncatum (Günther, 1880)
  - Peristedion unicuspis Miller, 1967
  - Peristedion weberi Smith, 1934
- Slægt: Satyrichthys
  - Satyrichthys adeni (Lloyd, 1907)
  - Satyrichthys amiscus (Jordan & Starks, 1904)
  - Satyrichthys clavilapis Fowler, 1938
  - Satyrichthys engyceros (Günther, 1872)
  - Satyrichthys hians (Gilbert & Cramer, 1897)
  - Satyrichthys investigatoris (Alcock, 1898)
  - Satyrichthys isokawae Yatou & Okamura i Okamura et al., 1985
  - Satyrichthys lingi (Whitley, 1933)
  - Satyrichthys longiceps (Fowler, 1943)
  - Satyrichthys magnus Yatou i Okamura et al., 1985
  - Satyrichthys orientale (Fowler, 1938)
  - Satyrichthys piercei Fowler, 1938
  - Satyrichthys quadratorostratus (Fourmanoir & Rivaton, 1979)
  - Satyrichthys rieffeli (Kaup, 1859)
  - Satyrichthys serrulatus (Alcock, 1898)
  - Satyrichthys welchi (Herre, 1925)

## Spisefisk
Knurhaner har fast hvidt kød, der holder godt sammen ved madlavning, hvilket gør dem velegnet til supper og gryderetter. Tidligere blev de ofte fanget i britiske farvande som bifangst men kasseret. Efterhånden som andre arter blev mindre bæredygtige og dyrere, blev knurhaner fra 2014 mere populære i Storbritannien, og engrosprisen mellem 2007 og 2008 blev rapporteret at være steget fra 0,25 £ pr. kg til 4 £. Knurhaner er nu også begyndt at optræde på fiskemarkeder i USA. Det har været hævdet, at knurhaner er temmelig benede og mangler smag og at de derfor sælges normalt ret billigt, mens andre roser fiskens smag og struktur.
Kødet fra denne fisk bruges ofte i den franske ret bouillabaisse.

## Fiskeri
Knurhaner kan fanges ved at anvende forskellige slags madding og metoder ved havbunden, hvor fiskene aktivt søger føde. Makrel antages at være den mest effektive mading til at fange knurhaner, men krabber og fiskekød kan også bruges med held. Knurhaner kan også fanges ved fluefiskeri, hvis de anvendes i nærheden af substratet (havbunden). De anses ofte for at være skidtfisk, der fanges, når fiskere fisker efter mere værdsatte fisk, så som stribet havaborre eller skrubbe.
Knurhaner bruges også som lokkemad, for eksempel af hummerfiskere.